# Якшимбетово (Куюргазинский район)
Якшимбетово (баш. Яҡшымбәт) — село в Куюргазинском районе Башкортостана. Административный центр Якшимбетовского сельсовета.

## Географическое положение
Расстояние до:
- районного центра (Ермолаево): 27 км,
- ближайшей ж/д станции (Ермолаево): 27 км.

## Население
| 2002 | 2009 | 2010 |
| ---- | ---- | ---- |
| 837  | ↗899 | ↘835 |

## Религия
В селе находится мечеть.

## Известные уроженцы
- Азнабаев, Марат Талгатович (род. 1939) — советский и российский врач-офтальмолог. Доктор медицинских наук. Заслуженный врач РСФСР[4].